# Bicellariella turbinata
Bicellariella turbinata is een mosdiertjessoort uit de familie van de Bugulidae. De wetenschappelijke naam van de soort is voor het eerst geldig gepubliceerd in 1869 door MacGillivray.